# Gewoon schijfjesmos
Gewoon schijfjesmos (Radula complanata) is een soort uit de familie Jubulaceae. 

## Determinatie
Gewoon schijfjesmos is een folieus levermos dat kleine matten kan vormen. De vrij krachtige, geelgroene planten zijn 1,5–2,5 mm breed en ongeveer 1 cm lang. De zijbladeren zijn tweelobbig, met afgeronde tot eivormige bovenlobben en veel kleinere, rechthoekige tot vierkante onderlobben. De bladstand is overschreden, dat wil zeggen dat de bovenrand van een blad de onderrand van het volgende blad bedekt. Broedlichamen worden vaak gevormd aan de bladranden. De bladcellen in het midden van het blad hebben een grootte van 24–30 µm. Onderste bladeren ontbreken. De planten zijn eenhuizig. Mannelijke schutbladen bevinden zich onder het vrouwtje. De vrouwelijke schutbladen bevinden zich aan het uiteinde van de stengel en omvatten het bloemdek. Vaak worden de bladachtige afgeplatte perianthia met de daaruit groeiende Sporofyten gevormd.

## Ecologie
Gewoon schijfjesmos groeit voornamelijk epifytisch op de eutrofe schors van bomen en struiken, zoals iepen, wilgen, vlieren en populieren, maar ook wel op eiken in jonge aanplant. Sporadisch komt gewoon schijfjesmos terrestrisch voor, op andere mossen of heidestruikjes groeiend of een vochtige duinvallei. Zeer zelden wordt de soort ook in muur- of rotsvegetatie aangetroffen.

### Syntaxonomie
In de syntaxonomie staat gewoon schijfjesmos te boek als zwakke kensoort voor de boomsterretje-associatie. De soort groeit vaak samen met helmroestmos (Frullania dilatata) en bleek boomvorkje (Metzgeria furcata). Gewoon schijfjesmos wordt ook in de kringmos-klasse aangetroffen.

## Verspreiding
Het verspreidingsgebied van gewoon schijfjesmos is circumboreaal.
In Nederland komt het algemeen voor. Na 1950 werd gewoon schijfjesmos in Nederland snel zeldzamer, en werd de soort buiten de kuststreek nog slechts weinig gevonden. De soort is toen ook op de eerste Rode Lijst van mossen geplaatst, met luchtverontreiniging als waarschijnlijke oorzaak voor de achteruitgang. Na 1980 zien we, zoals bij zoveel epifyten, een enorme uitbreiding van de soort over geheel Nederland. De intensieve inventarisaties in Friesland en Noord-Brabant lieten zien dat gewoon schijfjesmos in de meeste atlasblokken in 2007 wel aanwezig is, zij het soms maar met weinig vindplaatsen.

## Fotogalerij

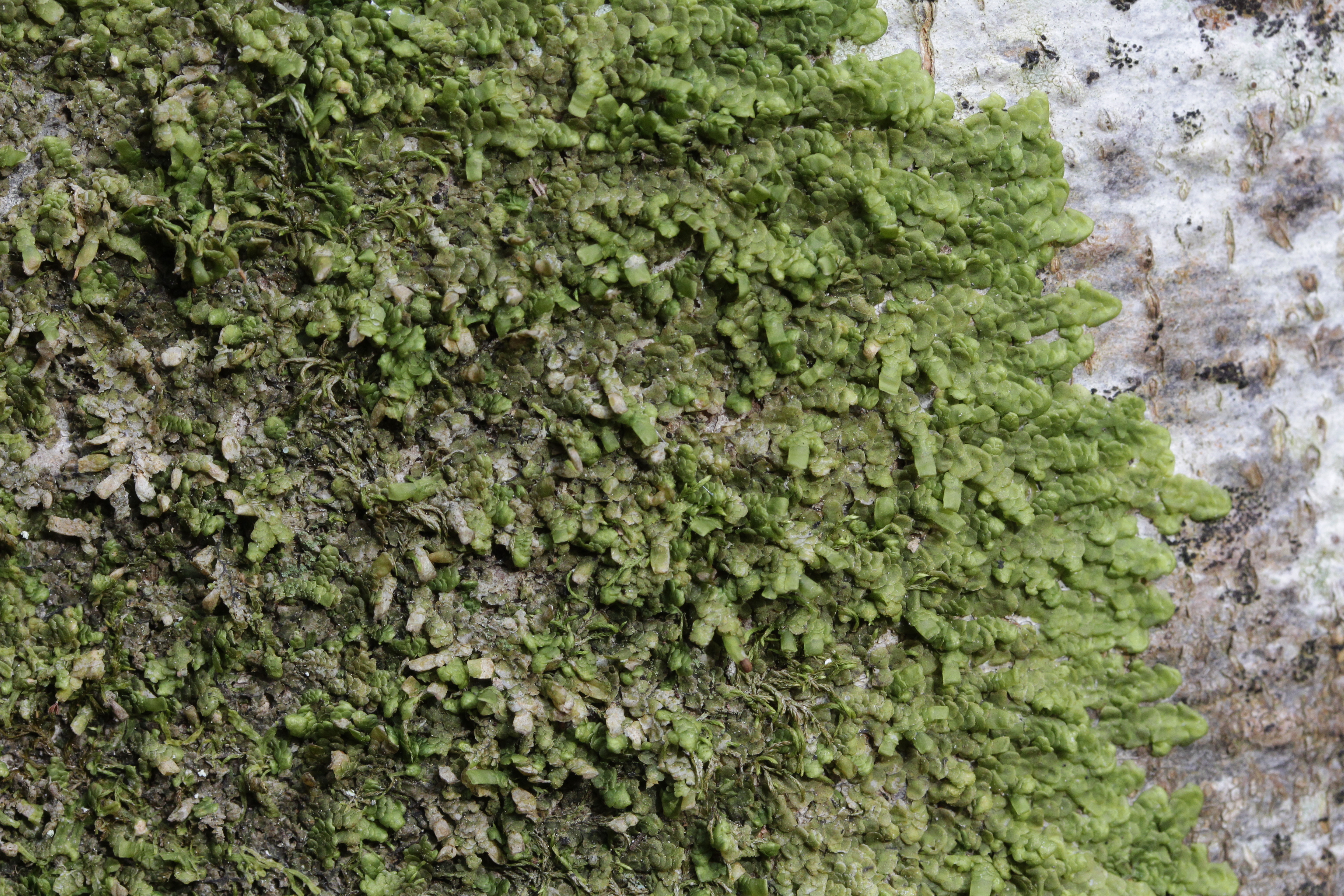
Blad
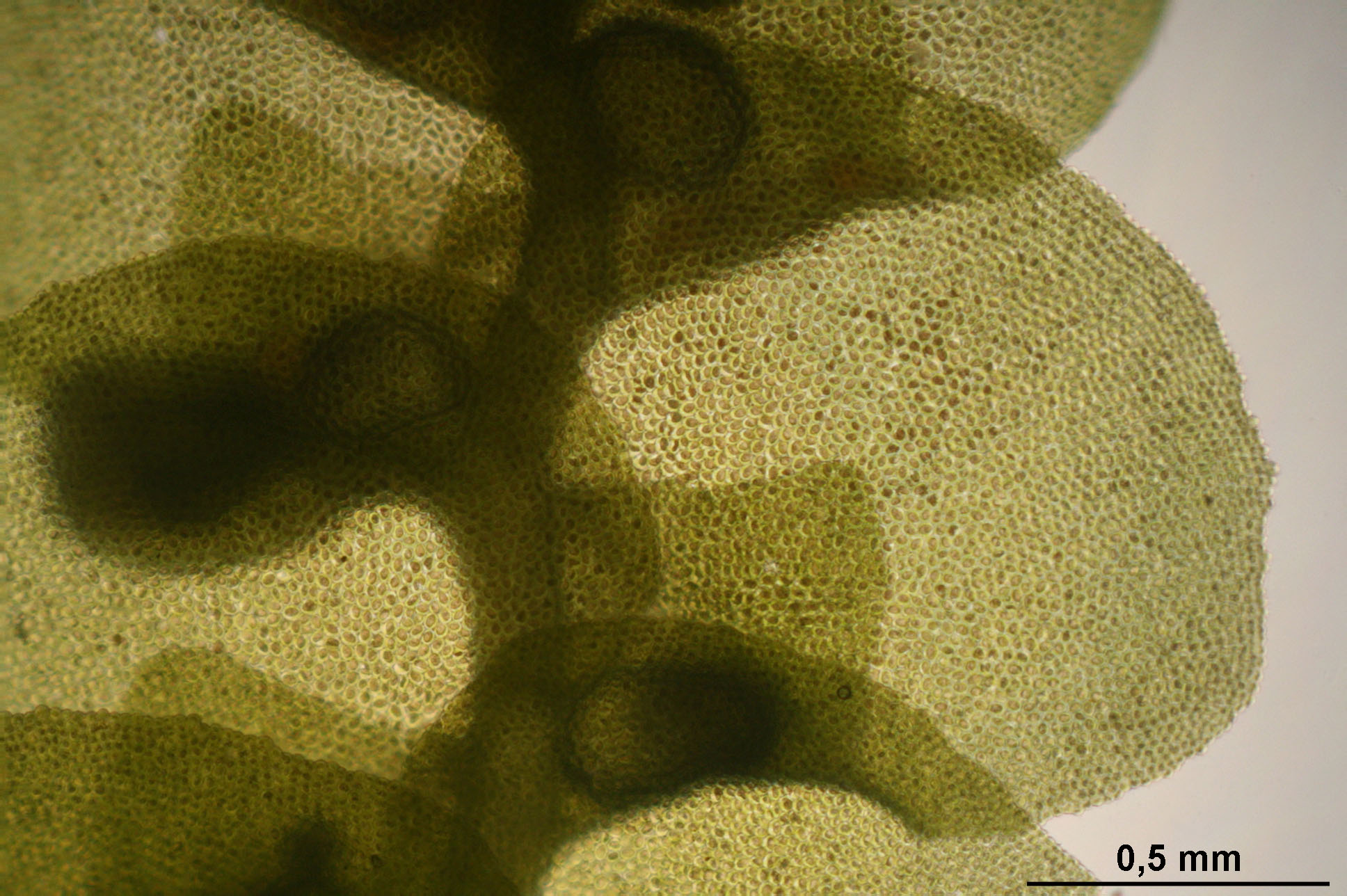
Blad
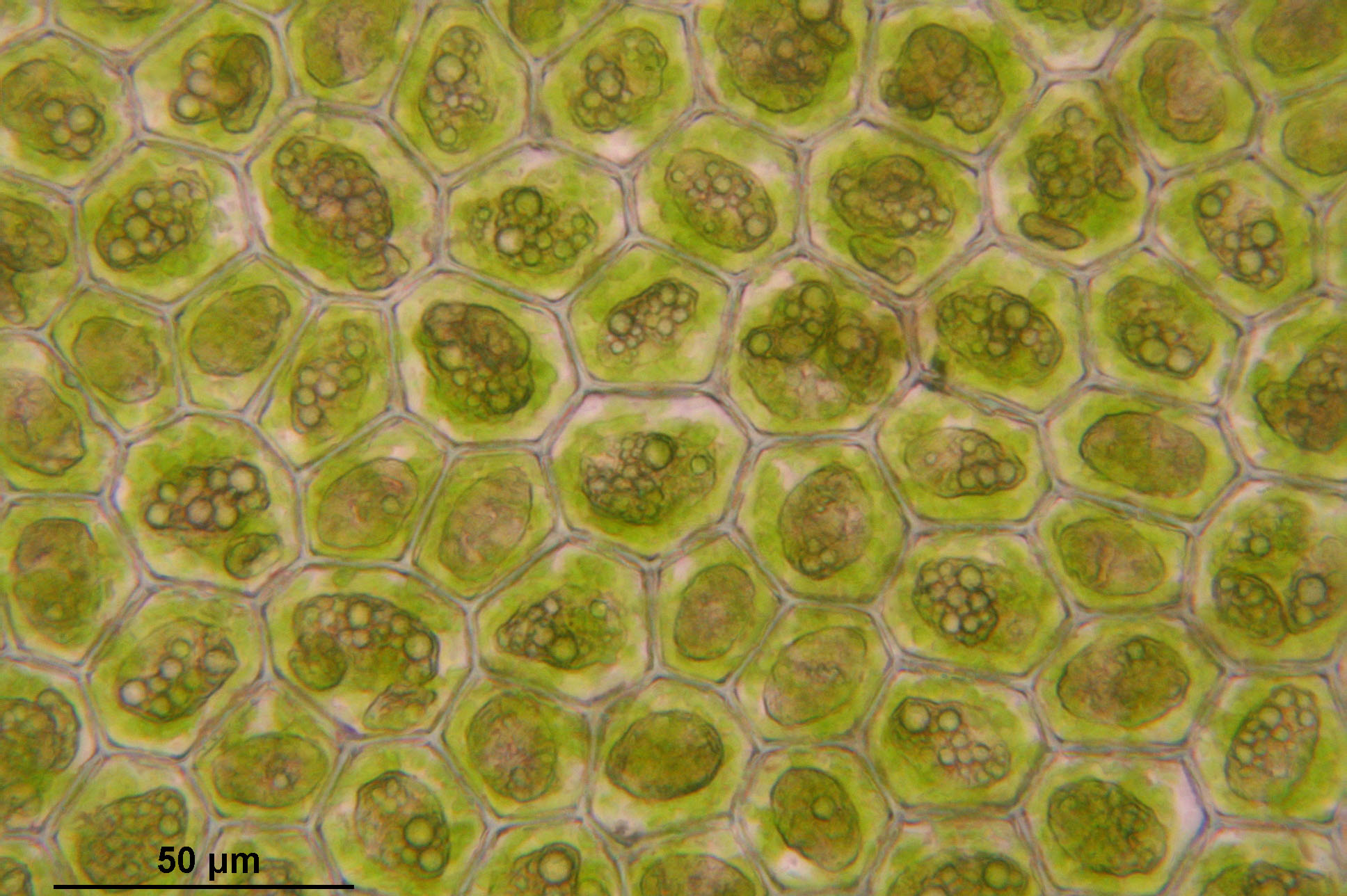
Bladcellen
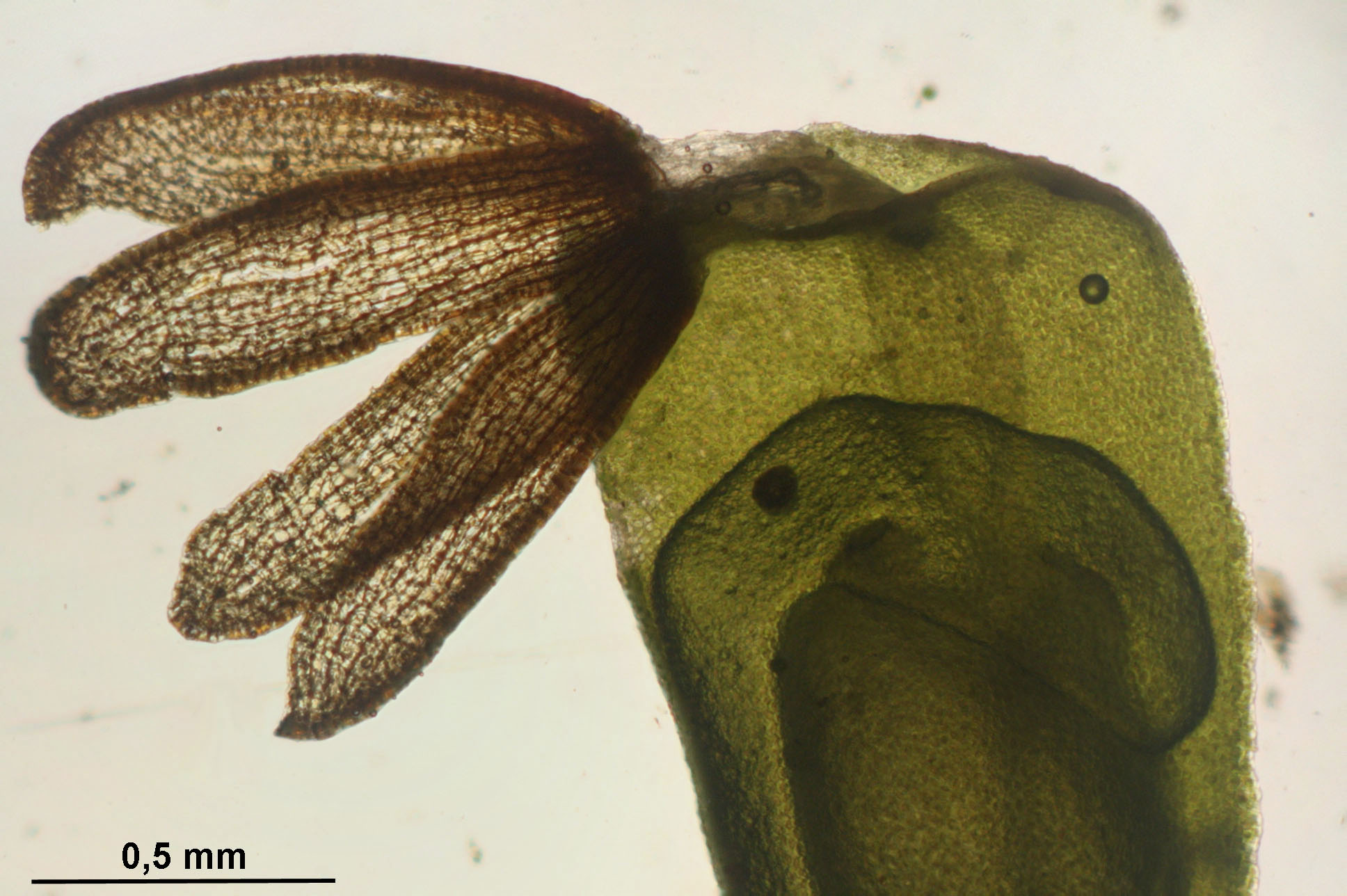
Kapsel
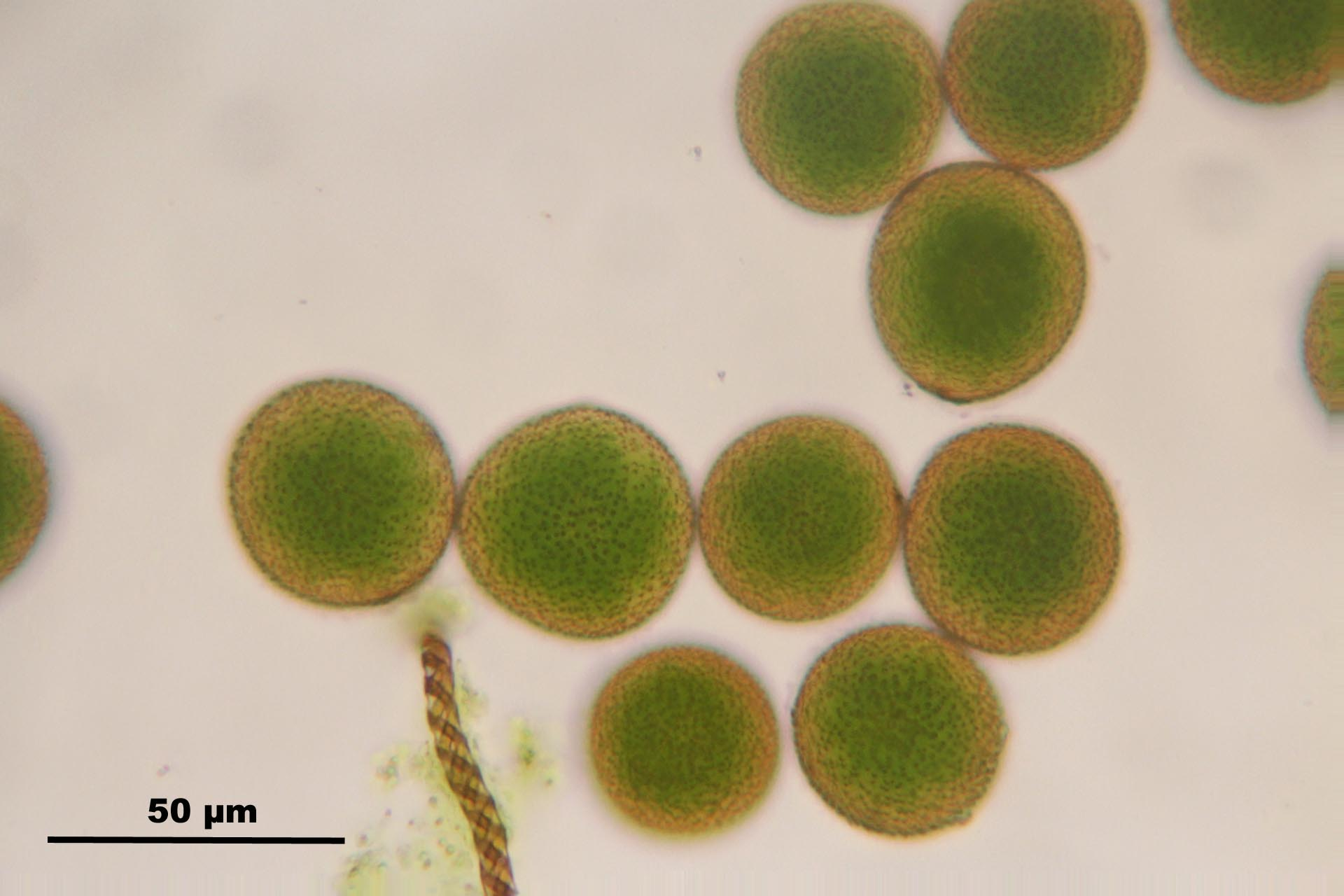
Sporen
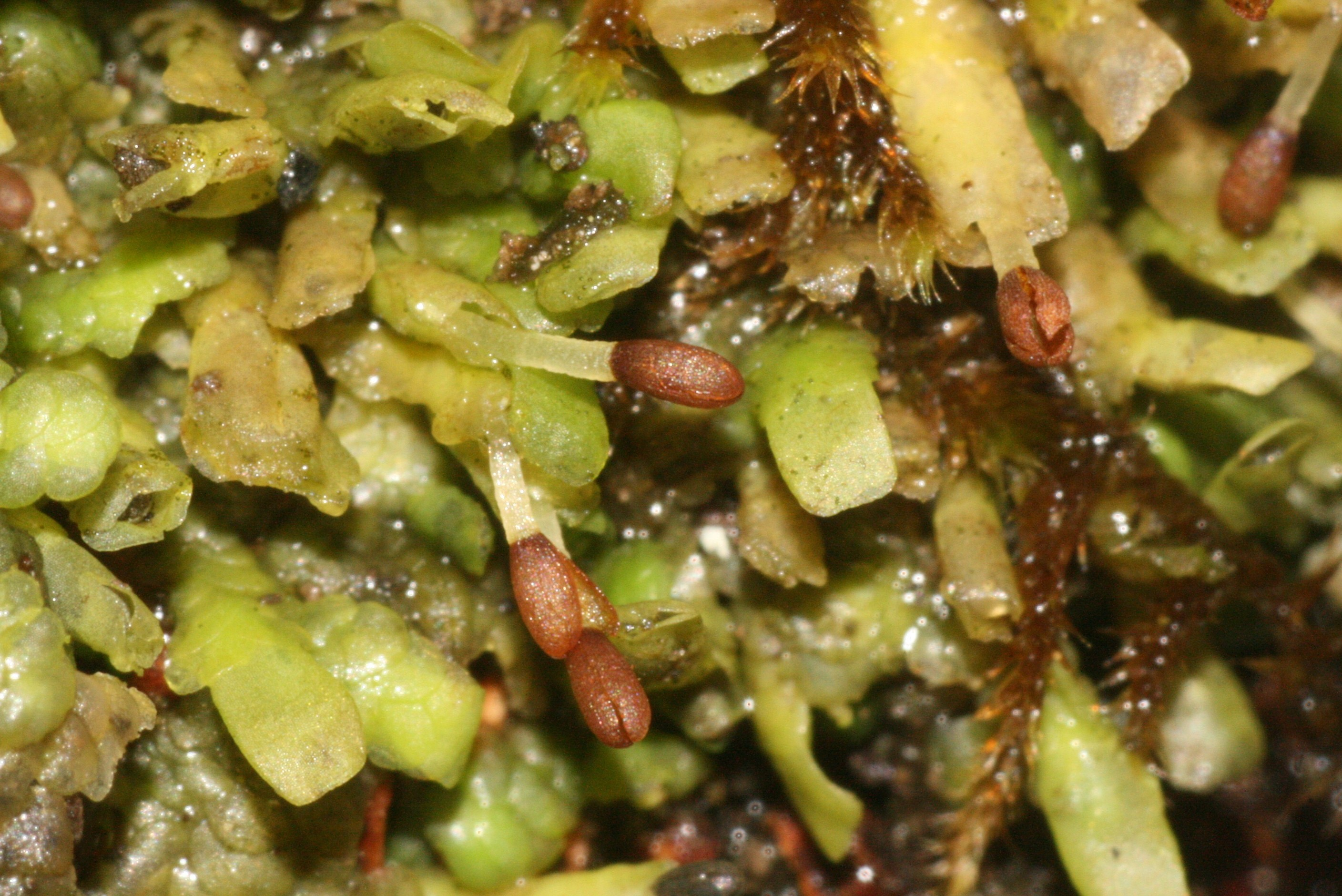
Perianthia en sporofyten